# Steven Minden
Steven Minden (* 25. Juni 1990) ist ein luxemburgischer Eishockeyspieler, der seit 2009 bei Tornado Luxembourg in der französischen Division 3 unter Vertrag steht.

## Karriere
Steven Minden begann seine Karriere als Eishockeyspieler im Alter von sechs Jahren in seiner luxemburgischen Heimat bei den Rapids Remich. Diese kooperierten aufgrund der geringen Anzahl an Nachwuchsspielern zeitweise mit dem ESC Trier. Von 2006 bis 2008 lief der Angreifer für das luxemburgische Nachwuchsteam Hiversport Luxembourg in der französischen U18-Liga auf, ehe er parallel im Laufe der Saison 2007/08 sein Debüt im Seniorenbereich für Hiversport in der luxemburgischen Eishockeyliga gab. 2009 wechselte er zu Tornado Luxembourg aus der Division 3, der vierten französischen Spielklasse, gab.

### International
Für Luxemburg nahm Minden an den Weltmeisterschaften der Division III 2008, 2009, 2010, 2011, 2013, 2014 und 2017 teil.

## Erfolge und Auszeichnungen
- 2017 Aufstieg in die Division II, Gruppe B, bei der Weltmeisterschaft der Division III